# Honda E series (Robots)
La series E fue una colección de sucesivos robot humanoides creados por Honda Motor Company entre los años 1986 y 1993. Estos robots fueron solo experimentales, más tarde se comenzó el desarrollo de la Serie P, para acumular los conocimientos y la experiencia necesarios para crear el avanzado robot humanoide: ASIMO. El hecho de que Honda había estado desarrollando los robots se mantuvo en secreto para el público hasta el anuncio del Honda P2 en 1996.
El E0, desarrollado en 1986, fue el primer robot. Caminaba en línea recta con dos pies de una manera semejante a la locomoción humana y tardaba unos 5 segundos en completar un solo paso. Los ingenieros se dieron cuenta rápidamente de que para subir las pendientes, el robot tendría que viajar más rápido. El primer modelo tiene 6 grados de libertad: 1 en cada ingle, 1 en cada rodilla y 1 en cada tobillo.

## Modelos
- E0 desarrollado en 1986[1]

- E1 desarrollado en 1987, era más grande que el primer modelo y se caminaba a una velocidad de 0,25 km/h.[2] Este modelo y el resto de robots de la serie E tienen 12 grados de libertad: 3 en cada ingle, 1 en cada rodilla y 2 en cada tobillo .
- E2 desarrollado en 1989, podía viajar a 1,2 Km/h, a través del desarrollo del "movimiento dinámico".[2]
- E3 desarrollado en 1991, podía viajar a 3 Km/h, la velocidad media de una persona caminando.[2]
- E4 desarrollado en 1991, se le alargó la rodilla para alcanzar velocidades de hasta 4,7 Km/h.[3]
- E5 desarrollado en 1992, era capaz de caminar de forma autónoma, aunque con una cabeza muy grande[3]
- E6 desarrollado en 1993, era capaz de equilibrarse de manera autónoma, caminar por encima de obstáculos e incluso subir escaleras[3]

|                   | E0 (1986) | E1 (1987) | E2 (1989) | E3 (1991) | E4 (1991) | E5 (1992) | E6 (1993) | -> | P1 (1993)           |
| Peso              | 16.5 kg   | 72 kg     | 67.7 kg   | 86 kg     | 150 kg    | 150 kg    | 150 kg    | -> | 175 kg              |
| Altura            | 101.3 cm  | 128.8 cm  | 132 cm    | 136.3 cm  | 159.5 cm  | 170 cm    | 174.3 cm  | -> | 191.5 cm            |
| Grado de libertad | 6         | 12        | 12        | 12        | 12        | 12        | 12        | -> | 30 (12 en los pies) |
| Imagen            |           |           |           |           |           |           |           | -> |                     |